# 內里格河
46°43′53″N 7°0′33″E / 46.73139°N 7.00917°E
內里格河是瑞士的河流，位於該國西部，流經弗里堡州，屬於格拉訥河的右支流，河道全長21公里，發源自拉韋雷里，河口處在奧蒂尼附近。